# Podoces biddulphi
Podoces biddulphi е вид птица от семейство Вранови (Corvidae). Видът е почти застрашен от изчезване.

## Разпространение
Видът е разпространен в Китай.